# ميرندا
ميرندا (بالإسبانية: Mirinda)‏ هي علامة تجارية للمشروبات الغازية تم إنشاؤها أصلاً في إسبانيا عام 1959 وهي مملوكة الآن لشركة بيبسيكو مع التوزيع العالمي. يأتي اسمها من ترجمة الإسبرانتو لكلمة «رائع/رائعة» أو «مذهل/مذهلة».
ميرندا مملوكة لبيبسيكو منذ عام 1970 ويتم تسويقها بشكل أساسي خارج الولايات المتحدة. وهي تتنافس مع العلامة التجارية فانتا التابعة لشركة كوكا كولا، تانغو من بريتفك، كْرَشّ من مجموعة دكتور ببر سنابل، وعلامات صنكيست التجارية. كما هو الحال مع معظم المشروبات الغازية، يتوفر ميرندا في تركيبات متعددة من النكهات والكربنة والتحلية حسب ذوق الأسواق الفردية.

## تاريخ

شعار ميرندا من عام 2001 حتى 2004

تم إنتاج ميرندا في الأصل في إسبانيا. أصبحت متوفرة في الولايات المتحدة في أواخر عام 2003 في عبوات ثنائية اللغة، وبيعت في البداية بسعر مخفض، ومن المفترض أن تصبح منافسًا لعلامة فانتا التجارية من كوكا كولا. منذ عام 2005، تم بيع نكهات ميرندا إلى حد كبير تحت العلامة التجارية تروبيكانا تويستر صودا في الولايات المتحدة باستثناء غوام، حيث بدأت بيبسي في بيعها تحت العلامة التجارية ميرندا في عام 2007 (لتحل محل تشامورو بنش أورانج (Chamorro Punch Orange)).
حاولت بيبسي أيضًا بيع ميرندا في البرازيل في أواخر عام 1996، ولكن تم إيقاف العلامة التجارية في عام 1998 بعد ضعف المبيعات، مما أدى إلى إبقاء العلامة التجارية المحلية سوكيتا (Sukita) قيد الإنتاج.
في إيطاليا، تم بيعها تحت العلامة التجارية سْلام (Slam) حتى عام 2021، عندما أعيدت تسميتها. تم بيع ميرندا في روسيا منذ أوائل التسعينيات.

## أنواع ونكهات

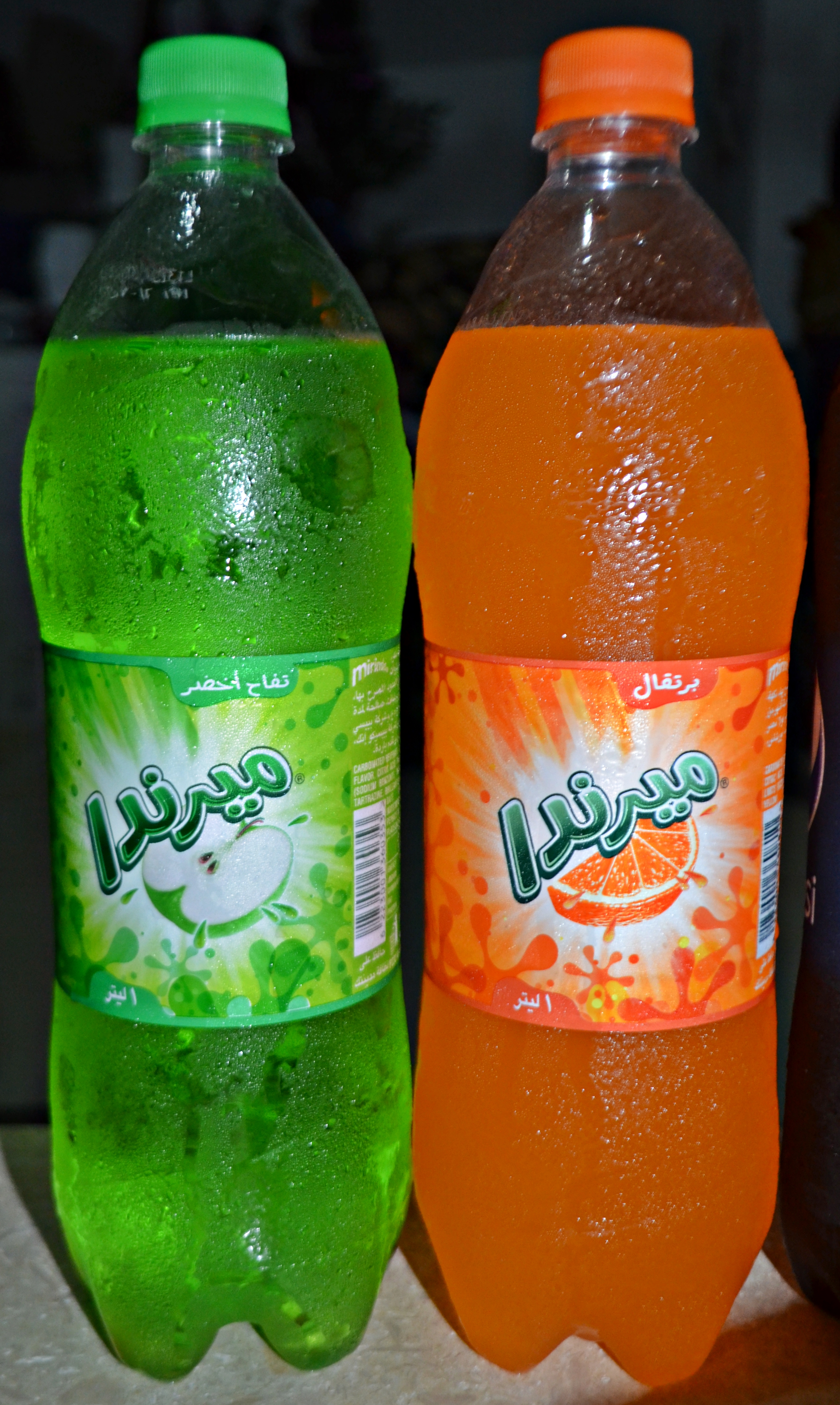
عبوات ميرندا بالبرتقال والتفاح الأخضر

المشروب متوفر في أصناف الفاكهة بما في ذلك البرتقال، الحمضيات، الجريب فروت، التفاح، الفراولة، التوت، الأناناس، الرمان، الموز، الباشن فروت، الليمون، الكركديه، الفانيليا، الغوارانا، اليوسفي، الكمثرى، البطيخ ونكهات العنب وكذلك التمر الهندي. وهي جزء من منطقة المشروبات التي يشار إليها غالبًا باسم قطاع النكهة، والتي تشتمل على مشروبات بنكهة الفاكهة الغازية وغير الغازية. تمثل نكهة البرتقال لميرندا الآن غالبية مبيعات ميرندا في جميع أنحاء العالم بعد إعادة وضع العلامة التجارية نحو تلك النكهة في أوائل التسعينيات.

## الإعلان والأحداث الأخيرة

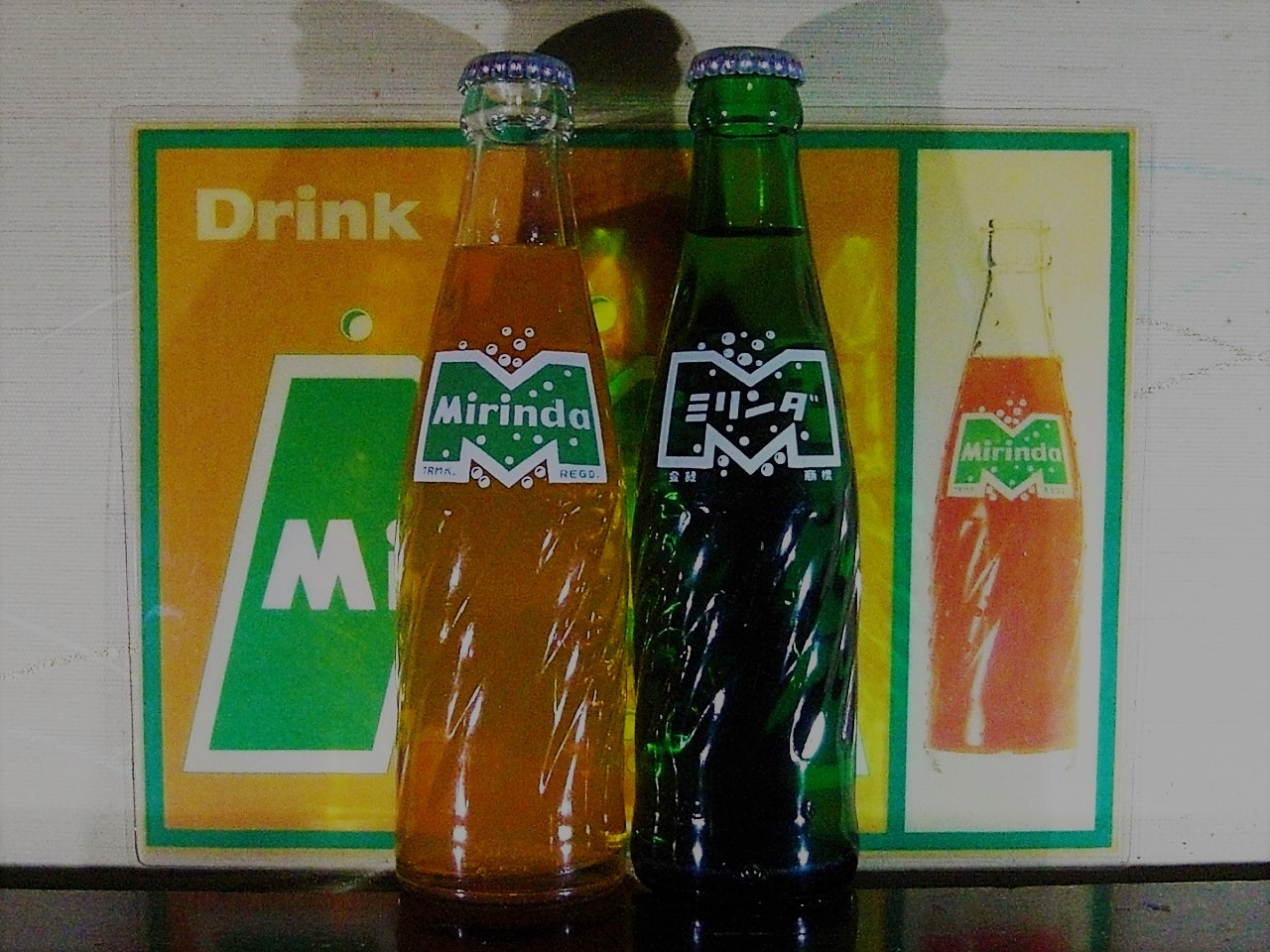
زجاجات ميرندا برتقال وليما (ليمون) القديمة

تضمنت حملات ميرندا على مر السنين حملة «ميرندا وومان» في السبعينيات. إعلانات «ميرندا كرَيفر (Mirinda Craver)» التي أنتجها جيم هينسون من 1975 إلى 1978 تضمنت وحشًا يُدعى ميرندا كريفر (يؤديه بوب بَيّن وصوت بواسطة ألين سويفت) يتوق إلى مشروبات ميرندا ويفعل أي شيء للحصول عليها.
استخدمت حملة بين عامي 1994 و 1996 شعار «المذاق في ميرندا» مع مجموعة بلو مان. في بعض الأسواق، بما في ذلك المكسيك، أعادت حملة مجموعة بلو مان إطلاق ميرندا بعيدًا عن وضع متعدد النكهات لعلامة تجارية تركز فقط على نكهة البرتقال. أظهرت حملة مجموعة بلو مان تنافس مجموعة بلو مان على شرب ميرندا البرتقالية والاحتفال بمشروب ناجح بعلامة تَعَجُّب «ميرنداااا». في المكسيك أيضًا، أطلقت ميرندا حملة مع سلسلة الأنمي بوكيمون تستهدف الأطفال من خلال الترويج للأدوات مع شخصيات سلسلة المانجا.
تم التعامل مع حملات ميرندا الإعلانية من قبل مجموعة بيبسي من الوكالات الإبداعية، بما في ذلك بي بي دي أو ‏ وجاي والتر تومبسون.
تتمتع ميرندا بمبيعات جيدة في الهند. وهي تستخدم «باغالبانتي بهي زاروري هاي» («الجنون مطلوب أيضًا» باللغة الهندية) كشعار للمبيعات بينما الممثلة الهندية آسين هي سفيرة العلامة التجارية لميريندا في الهند. كما أطلقت حملة «ميرندا باغالبانتي ليغ» في الهند لربط الشباب في جميع أنحاء البلاد ومشاركة قصصهم الممتعة في الإعلانات التلفزيونية. ماركة كوكا كولا فانتا هي المنافس الرئيسي لشركة ميرندا في الأسواق الهندية. تشمل النكهات الأكثر شعبية من ميرندا في الهند البرتقال والليم.

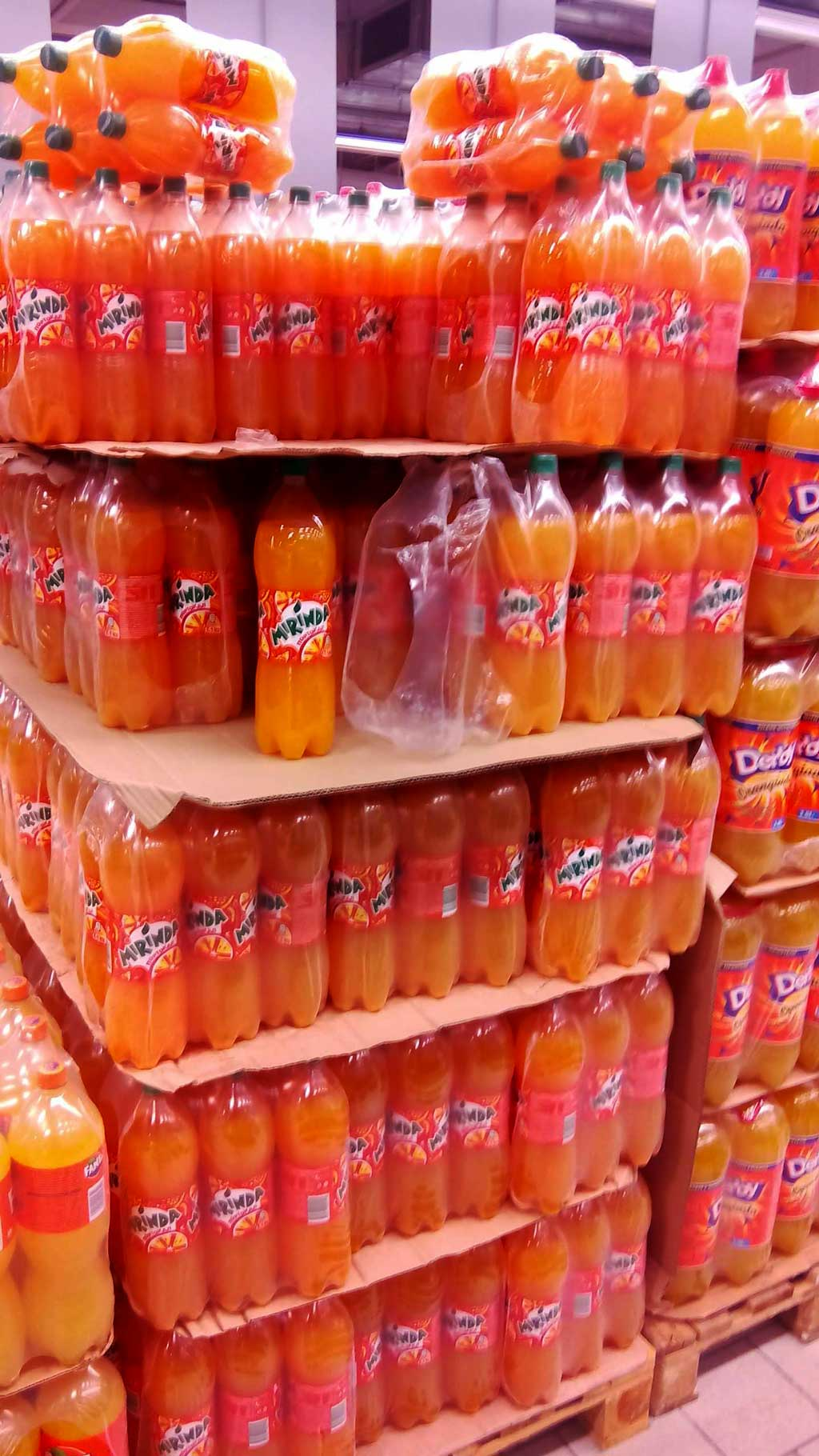
حزم عبوات ميرندا في بلغاريا

تقدم ميرندا بانتظام إصدارات خاصة ذات طابع سينمائي في آسيا. وشملت أحدثها باتمان (التوت الأزرق) وسوبرمان (مزيج الفواكه). كما أصدرت ميرندا مؤخرًا نكهة جديدة من المشروبات تسمى ميرندا كريم (Mirinda creme). تأتي في ثلاث نكهات: المانجو، التوت، والليم.
ميرندا لها تاريخ طويل في العديد من الدول العربية. تم بيعه منذ أواخر السبعينيات. كما هو الحال في العديد من البلدان الأخرى، تأتي ميرندا بنكهات مختلفة. دول الخليج ومصر هما أكبر أسواق ميرندا.
تباع ميرندا أيضًا في فرنسا في المتاجر العربية والمطاعم العربية السريعة وأيضًا في بعض المتاجر الفرنسية الكبيرة مثل كارفور، أوشون، وجيان.
تم بيع ميرندا لفترة وجيزة في أستراليا خلال التسعينيات. في التسعينيات، تحول دجاج كنتاكي في أستراليا من مشروبات كوكا كولا إلى عائلة بيبسي للمشروبات الغازية. ثم باعت ميرندا برتقال وميرندا ليمون، قبل أن تتحول لاحقًا إلى صنسكيت وسولو (Solo) عندما حصلت شركة بيبسي الأسترالية على حقوق علامتي شويبس/ دكتور ببر. في 2010 و 2020، كانت شراب ميرندا متوفرة في متاجر بيغ دبليو (Big W).
لم يعد يتم بيع ميرندا في نيوزيلندا، حيث تم استبداله بإدخال مجموعة بيبسيكو الجديدة من ماونتن ديو من النكهات المماثلة (كود رد (Code Red) ولِف واير (Live Wire) وبتش بلاك (Pitch Black) وإلكترو شوك (Electro Shock) وباشن فروت برينزي (Passionfruit Frenzy)). اعتبارًا من نوفمبر 2016، متاجر كليندون نيو ورلد (Clendon New World) وكاونتداون (Countdown) أعادت ميرندا بنكهتي التوت والبرتقال، ولكن لم يكن معروفًا ما إذا كان هذا فقط لبيع محدود أو لعودة رسمية دائمة.